# Sphere (arena)
A Sphere at the Venetian Resort, anteriormente referido como MSG Sphere, é uma arena esférica de música e entretenimento em Paradise, Nevada, Estados Unidos, perto da Las Vegas Strip e a leste do resort Venetian. Projetado por Populous, o projeto foi anunciado pela Madison Square Garden Company em 2018. O auditório de 18.600 lugares está sendo comercializado por seus recursos imersivos de vídeo e áudio, que incluem uma tela LED interna com resolução de 16K, alto-falantes com tecnologias de formação de feixe, síntese de campo de onda e efeitos físicos 4D. O exterior do local também conta com 580 000 pés quadrados (54 000 m2) de displays LED. A esfera mede 110m de altura e 160m de largura em seu ponto mais largo.
A construção começou em 2019, com inauguração inicialmente prevista para 2021. A construção foi suspensa durante vários meses em 2020, devido a interrupções no fornecimento causadas pela pandemia de COVID-19. O local abriu em 29 de setembro de 2023, com a banda de rock irlandesa U2 iniciando um concerto de residência de 25 shows chamado U2:UV Achtung Baby Live at Sphere.

## História
O projeto, então conhecido como MSG Sphere, foi anunciado em fevereiro de 2018. O projeto foi inicialmente uma parceria entre a Madison Square Garden Company (MSG) e a Las Vegas Sands Corporation. O Sphere fica próximo à Las Vegas Strip e a leste do resort Venetian, que foi inaugurado pelo Las Vegas Sands em 1999. Las Vegas Sands contribuiu com 18 acre(s)s (7,3 ha) local do projeto. A Apollo Global Management comprou o Venetian em 2022 e tornou-se o novo parceiro da MSG no projeto Sphere, substituindo Las Vegas Sands. Como parte da venda, o terreno abaixo do Venetian e do Sphere foi adquirido pela Vici Properties.
O projeto em forma de esfera foi desenhado por Populous, e seu interior incluiria a maior tela de LED do mundo. O MSG estimou inicialmente o custo do projeto em US$ 1,2 bilhão. Em fevereiro de 2020, a empresa disse que o custo aumentou para US$ 1,66 bilhão como resultado de mudanças de design que consistem em melhorias para os hóspedes. O custo continuou a aumentar, eventualmente ultrapassando US$ 2 bilhões devido à crise da cadeia de abastecimento global de 2021–2023 e ao aumento da inflação de 2021–2022 Com um custo final esperado de US$ 2,3 bilhões, é o local de entretenimento mais caro da história de Las Vegas, superando o Allegiant Stadium, de US$ 1,9 bilhão.

### Construção

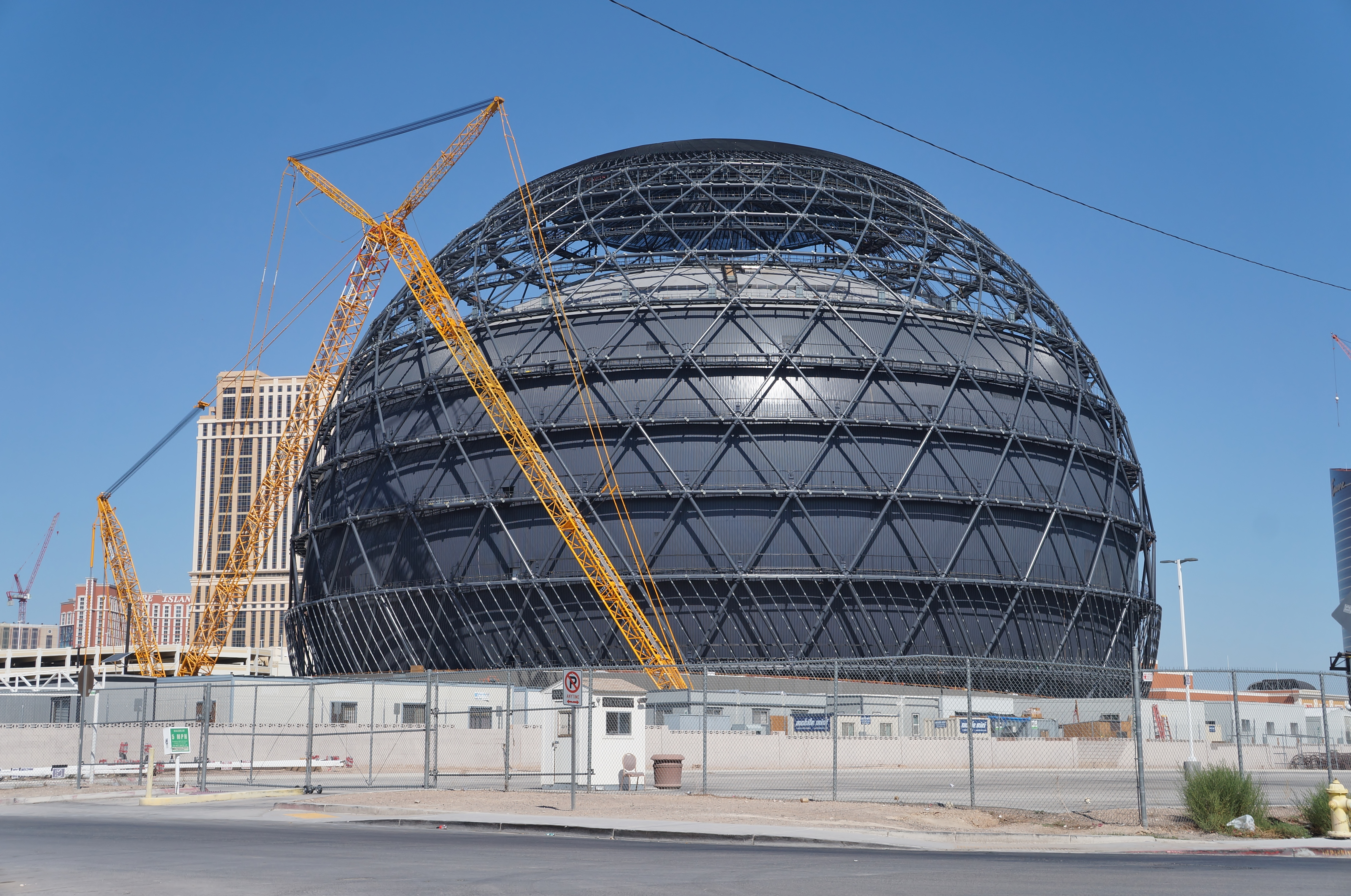
Construção da exosfera em setembro de 2022

O telhado da cúpula exigiu 3.000 toneladas de aço para ser construído. A cobertura começou a tomar forma em março de 2021, quando as equipes iniciaram a instalação de 32 treliças, cada uma pesando 100 toneladas. A instalação de metade das treliças foram completadas em maio de 2021, e o guindaste teve que ser movido para o lado sul da propriedade para instalar o restante. Devido ao seu tamanho, a realocação do guindaste demorou dois dias.
Após a conclusão da estrutura de aço do telhado, 4.600 m3 de concreto foram bombeados para o telhado. Isso formou uma camada medindo 250 mm (10 polegadas) de espessura e pesando aproximadamente 10.000 toneladas. As equipes então focaram em uma estrutura interna de aço de 730 toneladas para suportar as telas de LED e o sistema de áudio. O trabalho na estrutura interna continuou em 2022.

### Abertura
O local foi inaugurado em 29 de setembro de 2023, com o U2 como seu primeiro artista em uma residência intitulada U2:UV Achtung Baby Live at Sphere.  Foi o primeiro show ao vivo do grupo desde 2019. MSG planeja realizar de quatro a seis residências por ano no Sphere. A empresa também estreou o show Postcard from Earth, no Sphere em outubro de 2023. O local emprega até 3.000 pessoas.
Desde a abertura, a Sphere operou com um prejuízo de US$ 98,4 milhões no final do terceiro trimestre fiscal de 2023, levando à renúncia do CFO da MSG.

## Características
A Esfera tem 112m de altura e 157m de largura em seu ponto mais largo. É o maior edifício esférico do mundo, com 81.300 m2. Inclui capacidade para 18.600 pessoas e todos os assentos têm acesso à Internet de alta velocidade. A Tecnologia háptica é incorporada em 10.000 assentos do local. Os assentos não envolvem toda a esfera, mas cobrem aproximadamente dois terços do interior, enquanto o palco ocupa o restante. O local tem capacidade para 20 mil pessoas em pé. A Esfera possui nove níveis, incluindo o subsolo, onde fica um clube VIP. Um total de 23 suítes estão incluídas, distribuídas no terceiro e quinto andares.
O interior do Sphere está equipado com uma tela LED envolvente com resolução de 16K, medindo 15.000 m². É a maior e mais alta tela LED do mundo.

## Eventos

### Concertos
| Data(s)                                         | Artista(s)     | Evento/Tour                       | Ref.   |
| ----------------------------------------------- | -------------- | --------------------------------- | ------ |
| 29 de Setembro – 16 de Dezembro, 2023 (25 dias) | U2             | U2:UV Achtung Baby Live at Sphere | [ 43 ] |
| 18 de Abril – 21 de Abril, 2024 (4 dias)        | Phish          | Phish Live at Sphere              | [ 44 ] |
| 16 de Maio – 13 de Junho, 2024 (28 dias)        | Dead & Company | Dead Forever Live at Sphere       | [ 45 ] |

### Outros shows
Postcard from Earth, dirigido por Darren Aronofsky, estreou em 6 de outubro de 2023. O show foi precedido pela Sphere Experience, uma demonstração das capacidades do local que utilizou robôs animatrônicos e hológrafos.

### UFC
A UFC sediará um evento no Dia da Independência do México, em setembro de 2024.

## Outros locais
Uma MSG Sphere idêntica está planejada para ser construída em Stratford, leste de Londres. A MSG pretende construir outras ao redor do mundo. No entanto, em novembro de 2023, a permissão de planejamento da Sphere foi rejeitada pelo Prefeito de Londres, Sadiq Khan, principalmente por preocupações sobre a potencial poluição luminosa. O prefeito de Tees Valley, Ben Houchen, sugeriu Teesside, no nordeste da Inglaterra, como um local alternativo para o Sphere.
Em dezembro de 2023, a MSG estava discutindo a construção de um novo local para ser usado para shows de K-pop em Hanam, na Coreia do Sul. Depois que as discussões para a Coreia do Sul e também para a Árabia Saudita foram paralisadas, a MSG estava em negociações com desenvolvedores nos Emirados Árabes Unidos para construir um segundo local em Abu Dhabi.